# ذولفاوات
ذولفاوات (الاسم العلمي: Griffineae)، قبيلة نباتات مُزهرة من فصيلة النرجسية. تضم 22 نوعًا ضمن جنسان، تسطوطن البرازيل.